# Jérémy Sinzelle

a Compétitions nationales et continentales officielles uniquement.

b Matchs officiels uniquement.
Dernière mise à jour le 7 juin 2022.
Jérémy Sinzelle, né le 2 juillet 1990  à Nice (Alpes-Maritimes), est un joueur de rugby à XV français jouant au RC Toulon. Il évolue initialement au poste de ailier, mais qui a ensuite acquis une forte polyvalence depuis son arrivée au Stade rochelais, connaissant des titularisations à l'ensemble des postes des lignes arrière sur la saison 2017-2018,, ce qui fait de lui un "utility back" à l'anglo-saxonne, à l'image de joueurs comme Matt Giteau ou Johan Goosen.
En club, il remporte notamment la Coupe d'Europe avec le Stade rochelais en 2022. Il est également champion de France en 2015 avec le Stade français Paris et vainqueur du Challenge Européen en 2017 avec ce même club. Il remporte de nouveau le Challenge en 2023 avec le RC Toulon. 

## Biographie
Il fait partie du Pôle France 2008-2009.
Lors de la Saison 2013-2014 du Stade français Paris rugby, il jouera avec des internationaux tels que Pascal Papé, Pierre Rabadan, Julien Dupuy, Sergio Parisse, Morné Steyn entre autres.
En 2015, il est sacré champion de France avec le Stade français, vainqueur de l'ASM Clermont 12-6 en finale du Top 14 le 13 juin 2015.
En 2017, il signe un  contrat de trois saisons avec le Stade rochelais.
En 2022, il remporte la Coupe d'Europe avec le Stade rochelais, vainqueur du Leinster 21 à 24 le 28 mai 2022 au stade Vélodrome de Marseille.
Pour la saison 2022, il signe un contrat de trois saisons avec le RC Toulon.

## Palmarès

### En club
- RC Toulon
  - Champion de France Cadet en 2007
  - Champion de France reichel en 2010
  - Finaliste du Challenge européen en 2010
  - Vainqueur de la Challenge Cup en 2023

- Stade français
  - Vainqueur du Championnat de France en 2015
  - Vainqueur du Challenge européen en 2017

- Stade rochelais
  - Finaliste du Challenge européen en 2019
  - Finaliste du Championnat de France en 2021
  - Vainqueur de la Coupe d'Europe en 2022

### En équipe nationale
- Champion d'Europe des moins de 18 ans 2008